# America's Cup 1881
La 5ª edizione dell'America's Cup, quarta ad aver luogo in acque americane, ebbe come partecipanti da un lato il New York Yacht Club, Defender della Coppa, e dall'altro i canadesi dello Yacht Club Bay of Quinte, challenger per la seconda volta consecutiva. Malgrado la sfida abbia avuto un epilogo non dissimile da quello delle precedenti, con la facile vittoria dell'americana Mischief sulla canadese Atalanta per 2-0, questa edizione segnò un punto di svolta della manifestazione, portando alle prime modifiche del Deed of Gift rispetto alla versione originale del 1857.

## La sfida di Alexander Cuthbert
L'armatore canadese Alexander Cuthbert, in occasione della precedente edizione, fu incaricato di costruire l'imbarcazione sfidante, la Countess of Dufferin, che poi capitanò personalmente contro l'americana Madeleine, venendo però malamente sconfitto. Nonostante ciò, Cuthbert si convinse che con adeguati mezzi ed una maggiore esperienza e organizzazione l'impresa di strappare la coppa agli americani fosse fattibile, e cinque anni più tardi, nel maggio del 1881, decise di presentare una nuova sfida, stavolta anche come patron.
Come già avvenuto nella precedente occasione, il NYYC accettò prontamente ed in un clima di piena collaborazione con lo sfidante fissò la competizione per la prima metà di novembre, mantenendo per il resto inalterato il regolamento.

## Le barche
I canadesi non ebbero dubbi circa la barca con cui presentarsi nella baia di New York, avendo costruito l'Atalanta appositamente per questa regata. Si trattava di uno sloop di 21,4 metri, varato il 17 settembre sul lago Ontario, il cui nome derivò dall'eroina della mitologia greca, famosa per essere imbattibile nella corsa. Così come era capitato 5 anni prima alla Countess of Dufferin, la costruzione risentì di evidenti limiti di fondi e organizzazione da parte canadese: la barca era ancora da ultimare al momento del varo, con lo scafo da rifinire, l'attrezzatura incompleta e le vele mal tagliate, e l'equipaggio era composto interamente da dilettanti.
Dato il varo molto tardivo, il sindacato sfidante decise, a differenza del precedente tentativo, di far giungere l'imbarcazione a New York per una più rapida via interna, dapprima attraverso il canale Erie da Oswego fino ad Albany, poi lungo l'Hudson per arrivare nella Grande Mela. Tale scelta si rivelò disastrosa, in quanto la barca risultava troppo larga per il canale e quindi dovette essere trainata da muli, per giunta riportando danni alla carena. Giunse finalmente a New York il 30 ottobre, appena in tempo per la competizione, accolta dallo scherno degli americani.
La scelta del Mischief da parte degli americani, di contro, arrivò dopo diversi mesi di incertezza, forse per la prima volta sfiorati dal dubbio sull'effettiva competitività delle loro imbarcazioni. Infatti, mentre tutte le edizioni precedenti erano state disputate a bordo di golette o schooner, sulle quali gli americani da decenni non avevano rivali, stavolta la sfida si sarebbe svolta a bordo di sloop, barche molto più piccole, ad un solo albero; per di più, i recenti avanzamenti nel campo dell'ingegneria navale stavano segnando il tramonto delle imbarcazioni in legno a vantaggio di quelle in ferro.
Inizialmente, gli occhi del Defender si appuntarono sull'Arrow, costruito da David Kirby, già progettista e costruttore della Madeleine, che aveva difeso con successo la Coppa nella sfida precedente; l'armatore della barca tuttavia, Ross Winans, non era membro del NYYC, per cui la barca era fuori dalla disponibilità del Defender, a meno di comprarla (opzione che venne peraltro seriamente presa in considerazione).
Fu lo stesso Kirby, tuttavia, a rompere gli indugi, mettendosi al lavoro per costruire uno sloop che fosse ancor più veloce dell'Arrow. Venne così alla luce in tempo da record la prima barca disegnata appositamente per la difesa dell'America's Cup, che fu chiamata Pocahontas. Anche in questo caso la costruzione affrettata produsse un'imbarcazione non all'altezza: gli americani, infatti, poco convinti dalla sua apparenza, decisero di testarla con altri 3 sloop già in loro possesso, la Gracie, l'Hildegard e appunto il Mischief; le tre regate che ne seguirono furono disastrose per la Pocahontas, che fu accantonata, mentre Gracie e Mischief si misero in luce in vibranti testa a testa. Indecisi fino all'ultimo tra queste due barche, gli americani optarono infine per il Mischief, sloop in ferro costruito nel 1879 da Archibald Cary Smith, lungo soli 20,5 m e largo appena 6.

## Le regate
Data la stagione, ben poco pubblico si presentò nella baia di New York la mattina dell'8 novembre per assistere alla prima regata, peraltro poi rinviata al giorno successivo per mancanza di vento; del resto, l'interesse per la sfida era in generale piuttosto scarso, dato che questo secondo tentativo canadese veniva preso ancor meno sul serio del primo.
Difatti, il giorno successivo, il Mischief, malgrado alcuni problemi alle vele, si impose nettamente nella prima regata, svolta su percorso triangolare di complessive 32,6 miglia nautiche (60 km). L'Atalanta, messa in crisi da una forte brezza (la barca veniva così inclinata dal vento da rischiare il ribaltamento), arrancò sin dall'inizio giungendo al traguardo con quasi mezz'ora di ritardo.
Nella seconda regata, su percorso a bastone per un totale di 32 miglia, l'Atalanta destò miglior impressione, terminando il primo lato appena 2 minuti dietro al Mischief e sembrando così avviata ad un'onorevole sconfitta; tuttavia, nel lato di ritorno, il Mischief spiegò le sue vele al meglio, annichilendo i modesti canadesi che, alla seconda umiliazione consecutiva, non osarono più contendere la Coppa agli americani.
Piuttosto, la vera competizione si ebbe ancora una volta tra Mischief e Gracie: armatore ed equipaggio di quest'ultima, infatti, presero assai male l'esclusione da parte del NYYC e chiesero di prender parte ugualmente alle regate, anche se fuori gara. La giuria acconsentì, facendo partire la barca entrambe le volte con 10' di ritardo rispetto ai contendenti. Come prevedibile, la Gracie surclassò l'Atalanta, ma prevalse nettamente (6' 27" in tempo corretto) persino sullo stesso Mischief nella prima regata, precedendolo di soli 8 secondi anche nella seconda, seppur la correzione dei tempi la riportasse dietro di 4' 38".
| Vincitore                   | Sconfitto              | Distacco           | Distacco           |
| --------------------------- | ---------------------- | ------------------ | ------------------ |
| Regata 1 - 9 novembre 1881  | Triangolo, 32.6 miglia | Effettivo          | Corretto           |
| Mischief                    | Atalanta               | 31:15              | 28:20              |
| Regata 2 - 11 novembre 1881 | Bastone, 32 miglia     | Bastone, 32 miglia | Bastone, 32 miglia |
| Mischief                    | Atalanta               | 41:39              | 38:54              |

| Sindacato                | Regata 1 | Regata 2 | Totale |
| ------------------------ | -------- | -------- | ------ |
| New York Yacht Club      | 1        | 1        | 2      |
| Yacht Club Bay of Quinte | 0        | 0        | 0      |

## La riforma del Deed of Gift
Le due sfide canadesi, portate avanti con grossolana improvvisazione, spinsero il Defender americano a rivedere le norme contenute nel Deed of Gift in modo da impedire la presentazione di altre sfide velleitarie che avrebbero recato assai poco lustro all'America's Cup. In particolare, i membri del NYYC si affidarono per questa riscrittura delle regole a George Lee Schuyler, unico fra coloro che trent'anni prima strapparono la coppa delle cento ghinee ai britannici ad essere ancora in vita.
Fra gli altri, vennero in tal modo stabiliti i seguenti punti:
- potevano presentare sfide valide solo yacht club organizzatori una regata annuale sul mare (i sindacati canadesi sfidanti erano entrambi lacustri);
- le imbarcazioni dovevano essere spinte unicamente da vele e costruite integralmente nel paese da cui proveniva la sfida;
- la competizione si doveva tenere non meno di sei e non più di sette mesi dopo la presentazione ufficiale della sfida;
- le imbarcazioni dovevano essere accompagnate da un valido certificato di stazza;
- l'imbarcazione sfidante doveva recarsi sul luogo della competizione obbligatoriamente via mare e navigando sulle proprie vele (onde evitare quanto capitato all'Atalanta);
- il trofeo era da considerarsi nazionale, per cui non venivano ammesse sfide da parte di yacht club dello stesso Paese del Defender.